# ناحیه همگرایی زبانی
ناحیهٔ همگرایی زبانی که در زبان‌های غربی به آن اشپراخ‌بوند (از آلمانیِ Sprachbund) می‌گویند، گروهی از زبان‌ها هستند که به سبب نزدیکی جغرافیایی و تماس بین زبانی به یکدیگر شباهت‌هایی پیدا کرده‌اند. این زبان‌ها ممکن است از لحاظ خونی با یکدیگر ارتباطی نداشته باشند یا فقط ارتباطی دور داشته باشند. وقتی ارتباط دستوری بین زبان‌ها نامعلوم باشد، ممکن است این شباهت‌ها _که زبان‌های ناحیهٔ همگرایی به هم پیدا کرده‌اند_ به‌غلط این پندار را پدیدآورد که این زبان‌ها با هم پیوند دستوری دارند.
نخستین بار جان نیکیسلاو بودوئن دو کورتنه در مقاله‌ای در ۱۹۰۴ میلادی تأکید کرد که باید بین شباهت‌های زبانی ناشی از پیوند بین زبان‌ها، و شباهت‌های ناشی از همگرایی به سبب تماس بین زبانی تفاوت قائل شد.
یک مثال از این پدیده، ناحیهٔ زبانی بالکان است، شامل زبان‌های آلبانیایی، رومانیایی، بلغاری، صربی، یونانی، و رومانی. گرچه همهٔ این زبان‌های از خانوادهٔ هندواروپایی هستند، ولی از شاخه‌های کاملاً مختلف‌اند و پیوند دوری با هم دارند، و با این وجود، شباهت‌هایی در برخی ویژگی‌های دستوری بین آن‌ها دیده می‌شود؛ شباهت‌هایی که در زبان‌هایی که از ریشه به این‌ها نزدیک‌اند دیده نمی‌شوند. مثلاً رومانیایی ویژگی‌هایی در دستور زبان خود دارد که با این زبان‌ها مشترک است، اما همین ویژگی‌ها در زبان‌های رومی (که بیشتر به رومانیایی نزدیک هستند) دیده نمی‌شوند.
برخی زبان‌شناسان معتقدند زبان‌های مغولی، زبان‌های ترکی، و زبان‌های تونگوزی از نظر دستوری به هم مرتبط‌اند و آن‌ها را در خانواده‌ای به نام زبان‌های آلتایی جای می‌دادند گرچه دیگر چنین نظریه ای دربارهٔ این زبان‌ها پذیرفته نیست، و معمولاً زبان کره ای و زبان ژاپنی را نیز جزو همین خانواده به‌شمار می‌آوردند.
مخالفان این نظریه معتقدند ویژگی‌های مشترک بین این زبان‌ها، مثلاً هماهنگی واکه‌ای، صرفاً نتیجهٔ نزدیکی جغرافیایی و تماس بین این زبان‌هاست.
نمونهٔ دیگر زبان‌های اکدی و سومری در هزارهٔ سوم پیش از میلاد بودند. این دو زبان پیوندی با هم ندارند، اکدی زبانی سامی است و سومری زبانی تک‌خانواده. ترتیب اجزای جمله در سومری به صورت فاعل+مفعول+فعل است، و در اکدی نیز همین گونه است. این ترتیب در اکدی بر خلاف دیگر زبان‌های سامی باستانی هم‌خانواده با آن مانند عربی و عبری است که ترتیب فعل+فاعل+مفعول دارند (شواهد نشان می‌دهد ترتیب اجزا در اکدی هم در آغاز چنین بوده‌است و بعداً تغییر کرده‌است). به سبب وجود این همگرایی در این دو زبان و این واقعیت گه گویشوران سومری و اکدی بیش از ۵۰۰ سال در تماس مستقیم با هم بوده‌اند، باور بر این است که این دو زبان با هم تشکیل ناحیهٔ همگرایی زبانی داده بوده‌اند و این شباهت‌ها ناشی از آن است.